# Deniz Bozkurt
Deniz Manuel Bozkurt (* 27. Juli 1993 in Plantation, Vereinigte Staaten) ist ein puerto-ricanischer Fußballspieler. 

## Vereinskarriere
Deniz Bozkurt spielte von 2011 bis 2014 für die Florida Atlantic Owls an der Florida Atlantic University. Im Anschluss spielte er von 2014 bis 2015 für den Floridians FC in der USL Premier Development League. Im Januar 2015 nahm der Mittelfeldspieler kurzzeitig am Trainingslager und einem Testspiel der Reservemannschaft des VfL Wolfsburg in Belek teil. Im Juli 2015 wurde er im Trainingslager von Rot Weiss Ahlen bei einem weiteren deutschen Verein getestet und im Anschluss fest verpflichtet. Im Dezember 2015 wurde bei Bozkurt eine Knochenabsplitterung am Becken festgestellt. Auch bedingt durch diese schwere Verletzung kam er bis zum Saisonende zu keinem Einsatz für Ahlen. Am 1. Juni 2016 hat der Regionalligist den Abgang des Mittelfeldspielers bekanntgegeben.

## Nationalmannschaft
2013 stand Deniz Bozkurt bei der CONCACAF U-20-Meisterschaft im Aufgebot der U-20-Nationalmannschaft Puerto Ricos, schied mit seinem Team jedoch in der Gruppenphase aus. Am 30. März 2015 debütierte er bei der 0:3-Niederlage im Freundschaftsspiel gegen Kanada für die puerto-ricanische A-Nationalmannschaft. Während der Qualifikation zur Fußball-Weltmeisterschaft 2018 erzielte er beim 1:0-Sieg über Grenada am 12. Juni 2015 den Siegtreffer und sein erstes Tor für das Nationalteam.